# 几何光学
几何光学是利用幾何學研究光學的學術方法。几何光学有几个基本原理：
- 在均匀介质中，光沿直线传播；
- 光的反射定律；
- 光的折射定律；
- 光程可逆性原理。

由于光本身就是从原子、分子内发出的高频电磁场，因此上述原理都可以通过电动力学中的电磁场理论导出。

## 直线传播
在均一介质中，光是沿直线传播的。根据光的此种特性，可以把光应用于瞄准、测距等许多领域。因为光是直射的，所以会有影子产生。根据这一原理，古代中国人发明了日晷用来计时。
当光线经过细缝隙或小孔時，会发生衍射现象，直线传播原理不适用。
在不同介质的界面，光会发生反射或折射。

## 反射
反射分为两种，漫反射和镜面反射。光线照射到布，墙等表面上粗糙的物体上，反射到各个方向上，这种反射是漫反射。光线照射到平面镜等光滑水平表面上，则按某一方向上反射，称为镜面反射。在反射中，入射角和反射角相对。入射角的定义为入射光线和界面法线的夹角；反射角为反射光线和界面法线的夹角。
镜面分为两种，平面镜和曲面镜。平面镜，顾名思义其反射面为水平面，从同一方向入射的平行光将沿着同一方向平行反射回去。曲面鏡，其表面为曲面，又分为两种。一种为凹面镜，另一种为凸面镜。凹面镜可以汇聚光线，而物件與凹面鏡的距離及與凹面鏡焦距之間的關係，可以形成不同大小的影像；而凸面镜则发散光线，只會產生縮小的反影。在生活中，太阳能热水器运用的就是凹面镜；而化妆用的放大镜，是在凹面镜上再加上凸透鏡，將面部放大，使化粧更容易。此外，把不规则的球面镜组合在一起，就可以得到哈哈镜。
在生活，反射被广泛应用。电影幕布应用的就是漫反射的原理；而日常生活中的镜子，运用的则是镜面反射。在现代光学中，镜面反射仍然被广泛应用于激光共振腔、光开关等诸多领域。

## 折射
- 入射角
- 反射角
- 折射角
- 全内反射
- 布儒斯特角

## 利用馬克士威方程組推導几何光学的三个原理

折射與反射機制示意圖。

由于光波是電磁輻射，故一切光必須滿足馬克士威方程組與伴隨的邊界條件，其中一條邊界條件為，在邊界的臨近區域，電場平行於邊界的分量必須具有連續性。假設邊界為xOy平面，則在邊界，
{\displaystyle E_{||,i}(x,y,0)+E_{||,r}(x,y,0)=E_{||,t}(x,y,0)}；
其中，{\displaystyle E_{||,i}}、{\displaystyle E_{||,r}}、{\displaystyle E_{||,t}}分別為在入射波、反射波、折射波（透射波）的電場平行於邊界的分量。
假設入射波是頻率為{\displaystyle \omega }的單色平面波，則為了在任意時間滿足邊界條件，反射波、折射波的頻率必定為{\displaystyle \omega }。設定{\displaystyle E_{||,i}}、{\displaystyle E_{||,r}}、{\displaystyle E_{||,t}}的形式為
{\displaystyle E_{||,i}=E_{||,i0}\ e^{i\mathbf {k} _{i}\cdot \mathbf {r} -\omega t}}、
{\displaystyle E_{||,r}=E_{||,r0}\ e^{i\mathbf {k} _{r}\cdot \mathbf {r} -\omega t}}、
{\displaystyle E_{||,t}=E_{||,t0}\ e^{i\mathbf {k} _{t}\cdot \mathbf {r} -\omega t}}；
其中，{\displaystyle \mathbf {k} _{i}}、{\displaystyle \mathbf {k} _{r}}、{\displaystyle \mathbf {k} _{t}}分別是入射波、反射波、折射波的波向量，{\displaystyle E_{||,i0}}、{\displaystyle E_{||,r0}}、{\displaystyle E_{||,t0}}分別是入射波、反射波、折射波的波幅（可能是複值）。
為了在邊界任意位置{\displaystyle (x,y,0)}滿足邊界條件，相位變化必須一樣，必須設定
{\displaystyle k_{ix}x+k_{iy}y=k_{rx}x+k_{ry}y=k_{tx}x+k_{ty}y}。
因此，
{\displaystyle k_{ix}=k_{rx}=k_{tx}}、
{\displaystyle k_{iy}=k_{ry}=k_{ty}}。
不失一般性，假設{\displaystyle k_{iy}=k_{ry}=k_{ty}=0}，則立刻可以推斷第一原理成立。入射波、反射波、折射波的波向量，與界面的法線共同包含於入射平面。
從波向量x分量的相等式，可以得到
{\displaystyle k_{i}\sin \theta _{i}=k_{r}\sin \theta _{r}}。
而在同一介質裏，{\displaystyle k_{i}=k_{r}}。所以，第二原理成立，入射角{\displaystyle \theta _{i}}等於反射角{\displaystyle \theta _{r}}。
應用折射率{\displaystyle n}的定義式：
{\displaystyle n\ {\stackrel {def}{=}}\ {\frac {c}{v}}={\frac {ck}{\omega }}}，
可以推斷第三原理成立：
{\displaystyle n_{i}\sin \theta _{i}=n_{t}\sin \theta _{t}}；
其中，{\displaystyle n_{t}}、{\displaystyle \theta _{t}}分別是折射介質的折射率與折射角。
從入射波、反射波、折射波之間的相位關係，就可以推導出幾何光學的三條基本原理。

## 光程可逆性原理
一束光线从一点出发经过无论多少次反射和折射，如在最后遇到与光束成直角的界面反射，光束必然准确地循原路返回出发点。

## 高斯光学
几何光学中研究和讨论光学系统理想成像性质的分支称为高斯光学，或称近轴光学。它通常只讨论对某一轴线(即光轴)具有旋转对称性的光学系统。如果从物点发出的所有光线经光学系统以后都交于同一点，则称此点是物点的完善像。

## 光学影像
如果物点在垂轴平面上移动时，其完善像点也在垂轴平面上作线性移动，则此光学系统成像是理想的。可以证明，非常靠近光轴的细小物体，其每个物点都以很细的、很靠近光轴的单色光束被光学系统成像时，像是完善的。这表明，任何实际的光学系统(包括单个球面、单个透镜)的近轴区都具有理想成像的性质。
为便于一般地了解光学系统的成像性质和规律，在研究近轴区成像规律的基础上建立起被称为理想光学系统的光学模型。这个模型完全撇开具体的光学系统结构，仅以几对基本点的位置以及一对基本量的大小来表征。
根据基本点的性质能方便地导出成像公式，从而可以了解任意位置的物体被此模型成像时，像的位置、大小、正倒和虚实等各种成像特性和规律。反过来也可以根据成像要求求得相应的光学模型。任何具体的光学系统都能与一个等效模型相对应，对于不同的系统，模型的差别仅在于基本点位置和焦距大小有所不同而已。
高斯光学的理论是进行光学系统的整体分析和计算有关光学参量的必要基础。
利用光学系统的近轴区可以获得完善成像，但没有什么实用价值。因为近轴区只有很小的孔径(即成像光束的孔径角)和很小的视场(即成像范围)，而光学系统的功能，包括对物体细节的分辨能力、对光能量的传递能力以及传递光学信息的多少等，正好是被这两个因素所决定的。要使光学系统有良好的功能，其孔径和视场要远比近轴区所限定的为大。
当光学系统的孔径和视场超出近轴区时，成像质量会逐渐下降。这是因为自然点发出的光束中，远离近轴区的那些光线在系统中的传播光路偏离理想途径，而不再相交于高斯像点(即理想像点)之故。这时，一点的像不再是一个点，而是一个模糊的弥散斑；物平面的像不再是一个平面，而是一个曲面，而且像相对于物还失去了相似性。所有这些成像缺陷，称为像差。

## 有关光学系统的一些要求
一个光学系统须满足一系列要求，包括：放大率、物像共轭距、转像和光轴转折等高斯光学要求；孔径和视场等性能要求，以及校正像差和成像质量等方面的要求。这些要求都需要在设计时予以考虑和满足。因此，光学系统设计工作应包括：对光学系统进行整体安排，并计算和确定系统或系统的各个组成部分的有关高斯光学参量和性能参量；选取或确定系统或系统各组成部分的结构形式并计算其初始结构参量；校正和平衡像差；评价像质。
像差与光学系统结构参量(如透镜厚度、透镜表面曲率半径等)之间的关系极其复杂，不可能以具体的函数式表达出来，因而无法采用联立方程之类的办法直接由像差要求计算出系统的精确结构参量。现在能做到的是求得满足初级像差要求的解。
初级像差是实际像差的近似表示，仅在孔径和视场较小时能反映实际的像差情况，因此，按初级像差要求求得的解只是初始的结构参量，需对其进行修改才能达到像差的进一步校正和平衡，在这一过程中，传统的做法是根据追迹光线得到的像差数据及其在系统各面上的分布情况，进行分析、判断，找出对像差影响大的参量，加以修改，然后再追迹光线求出新的像差数据加以讦价。如此反复修改，直到把应该考虑的各种像差都校正和平衡到符合要求为止。这是一个极其繁复和费时很多的过程。